# 耶稣的事工

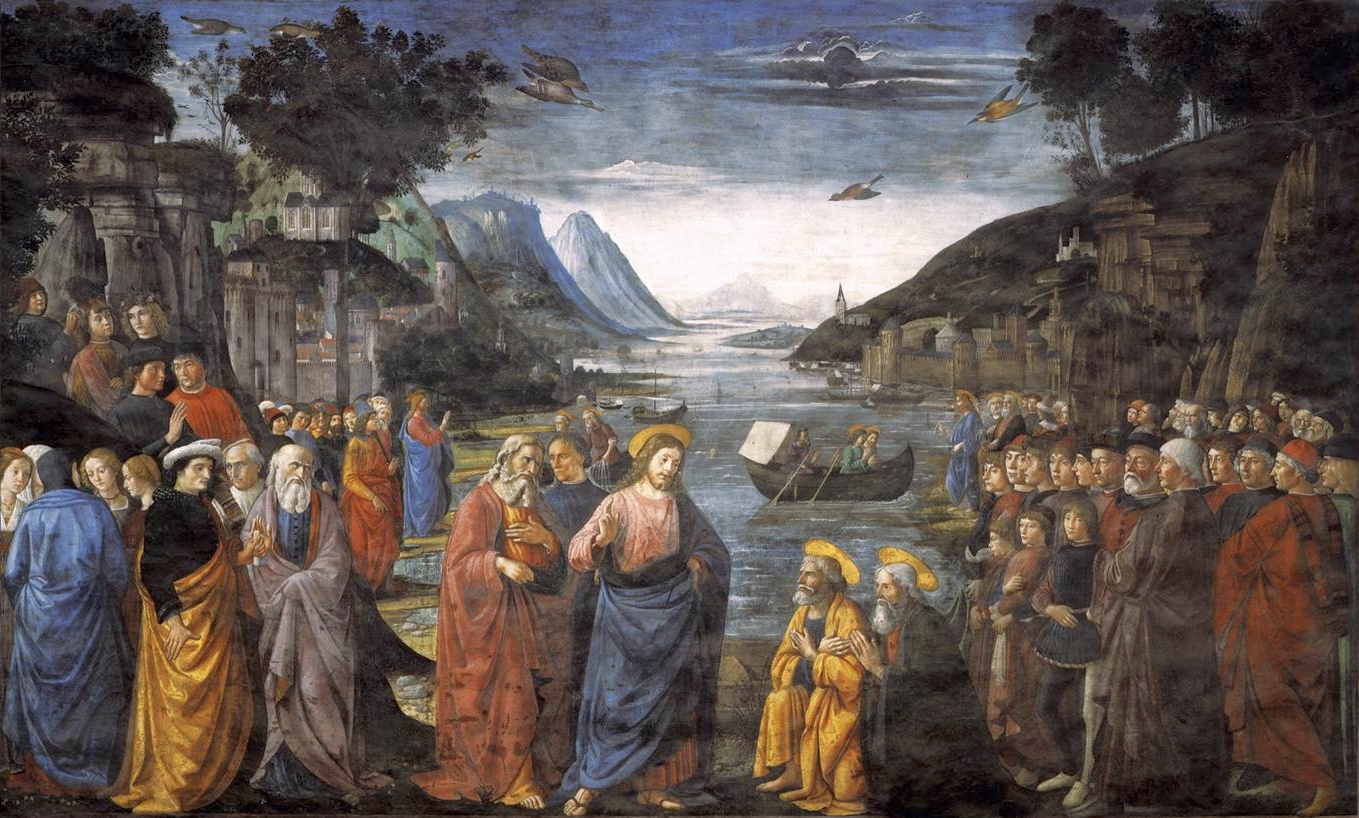
耶稣差遣十二使徒，画家Ghirlandaio, 1481年。

在基督教的福音书中，耶稣的事工开始于他在约旦河附近的犹地亚（犹大）受洗，并与门徒进行最后的晚餐后于耶路撒冷结束。路加福音（3:23）说，他的事工开始时“约30岁”。耶稣年表通常认为他的事工开始日期在公元27-29年左右，结束于公元30-36年。
耶稣早期的加利利事工从他受洗后开始，这时，他从犹地亚（犹大）沙漠回到加利利。在这个早期阶段，他在加利利附近传道，并招募他的第一批门徒与他同行，最终形成了早期教会的核心，因为人们相信在耶路撒冷分散的门徒都在教区。从马太福音第8章开始，记载了耶稣加利利的主要事工，包括确定十二使徒，并记载了耶稣在加利利的主要事工。最后的加利利事工阶段是在施洗约翰去世后开始的，这时耶稣准备去耶路撒冷。
在后期的犹地亚（犹大）事工中，耶稣经过犹地亚开始了他最后到耶路撒冷旅程。在后期比利亚事工中，耶稣在到耶路撒冷的途中从加利利海沿约旦河约走了三分之一时，回到他受洗的地方。
耶路在耶路撒冷的最后事工有时被称为受难周，它从耶稣凯旋进入耶路撒冷开始。福音书更为详细地记载最后事工的细节，而不是别的时期。福音书文本的三分之一是用来描写耶稣在耶路撒冷的生命最后一周。

## 概况

耶稣时代的猶地亞和加利利
米色：敘利亞行省
紫色：猶太行省（公元前4年至公元6年為希律·阿基勞斯封地）
藍色：希律·安提帕斯封地
橙色：希律·腓力二世封地
綠色：莎樂美一世封地

福音书将耶稣事工的开始放在罗马帝國統治下的犹地亞地區的乡村，靠近约旦河。
福音书将施洗约翰的事工作为耶稣的先驱，耶稣受洗标志着耶稣事工的开始，之后，耶稣到处行走、传道和行神迹。
耶稣受洗一般被认为是他事工的开始，而他与门徒在耶路撒冷的最后晚餐被认为是事工结束。然而，一些学者还考虑将耶稣的复活与升天之间的时段作为耶稣的事工。
路加福音3:23说，耶稣事工开始时“约30岁”。人们用不同的方法来估计耶稣事工的开始日期。其中一种方法是将路加福音的信息与Tiberius帝的历史数据相结合，得出的日期是公元28-29年；而另一种独立的方法则基于约翰福音的陈述以及弗拉维奥·约瑟夫斯关于耶路撒冷神殿的历史信息，得出的日期是公元27–29年。
在新约中，最后的晚餐的日期非常接近耶稣被钉十字架的日期（因此得名最后的晚餐）。学者估计十字架事件日期一般在公元30-36年。
三个对观福音只是提到他事工中的一个逾越节，而约翰福音提到三个，这暗示了耶稣事工有三年的时间。然而，对观福音不一定只有一年的事工，诸如Köstenberger这样的学者认为约翰福音只是提供了一个更详细的论述。
在耶稣事工期间，统治加利利和比利亚的分封王是希律·安提帕斯，他在公元前4年的希律大帝去世后受羅馬皇帝奧古斯都授予兩地而获得王位。

## 施洗和早期事工

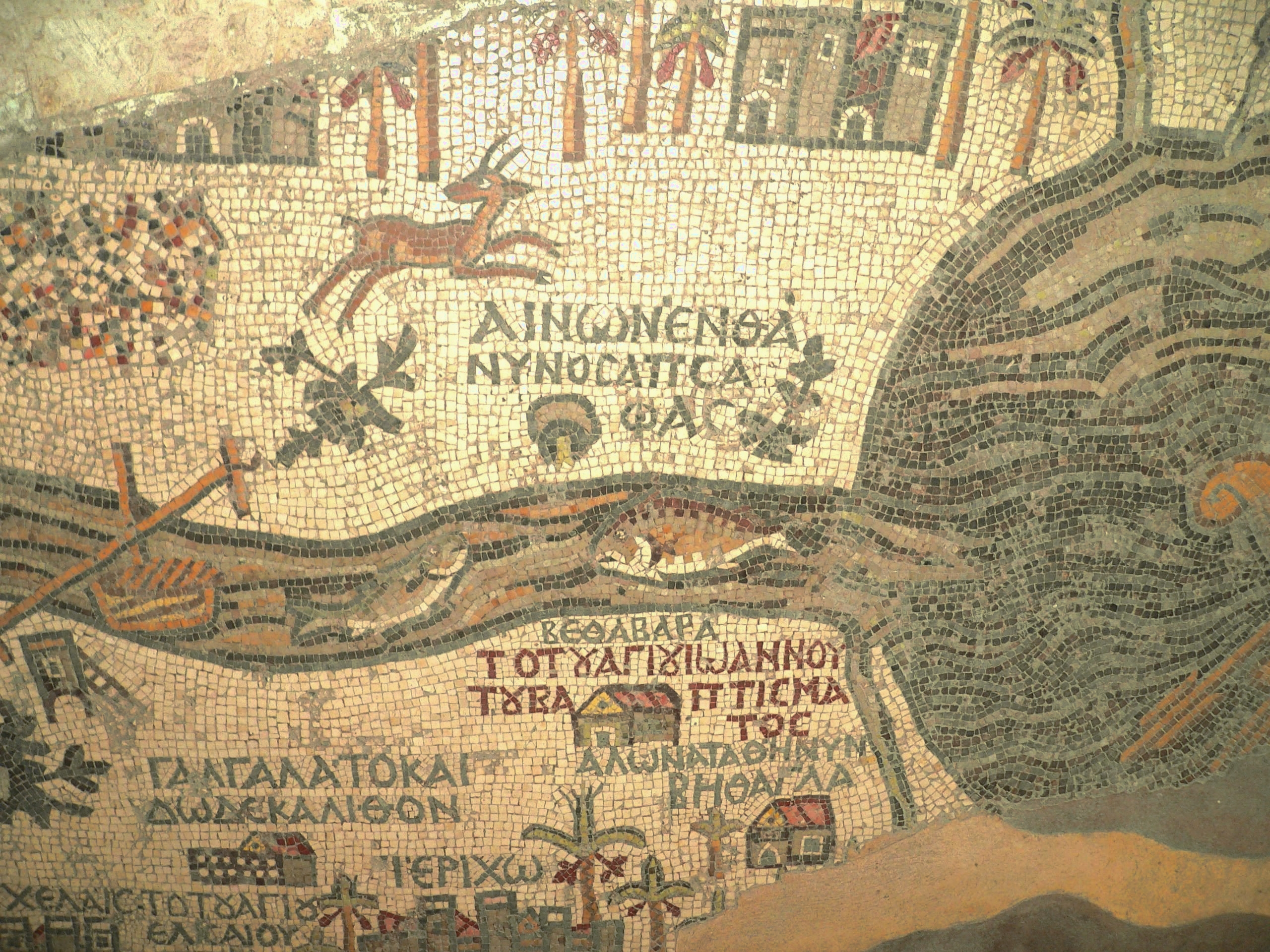
Madaba Map局部，展示了Bethabara (Βέθαβαρά), 这是施洗约翰施洗的地方。

福音书将施洗约翰的事工作为耶稣的先驱，耶稣的受洗标志着事工的开始。
在使徒行传10：37-38中，圣彼得在在百夫长哥尼流家进行讲道，他概述了耶稣的事工，并提到了耶稣的教导在“约翰宣传洗礼以后，从加利利起，传遍了犹太（犹地亚）”，他提到神以“圣灵和能力膏拿撒勒人耶稣”，还提到耶稣如何“行善事”。
约翰福音1:28指明施洗约翰施洗的地方是“约旦河外伯大尼”。这不是耶路撒冷东部的伯大尼村，而是伯大尼城，也称为比利亚（Pera）的Berebara。比利亚是约旦东部的一个省，横跨撒马利亚的南部，虽然新约没有提到比利亚的名字，但约翰福音3:23在提到约翰在撒冷的哀嫩也（Enon near Salim）施洗，“因为那里水多”。一世纪的历史学家弗拉維奧·約瑟夫斯也在《犹太古历》（18章5.2）中写道，施洗约翰被监禁，然后在比利亚的边界Machaerus被杀。
路加福音3:23和路加福音4：1表明耶稣在受洗期间可能在约旦河附近活动。约翰福音1：35-37中，他第一次遇到施洗约翰的门徒，“两个门徒听见他的话，就跟从了耶稣”。假设在耶路撒冷发生了两次洁净圣殿，那么，最可能提到早期的犹太（犹地亚）事工可能是约翰福音2：13-25。

## 加利利的事工

### 早期加利利事工

罗马控制的犹地亚（犹大）和加利利（红色）以及Decapolis（黑色）。比利亚是在Pella南部地区，约旦河的东部。

当耶稣从耶路撒冷沙漠回到加利利，拒绝了撒旦的试探后，早期的加利利事工开始了。在这个早期阶段，耶稣在加利利传道，马太福音4：18-20写道，他的第一批门徒遇见他，开始与他一起游走，最终形成早期教会的核心。
约翰福音将迦拿的婚礼作为耶稣早期回到加利利传道工作的第一个神迹在加利利有几个村庄（例如Kafr Kanna）被认为是迦拿。
耶稣回到加利利是在施洗约翰被逮捕后。耶稣的早期教导导致在家乡被拒绝，路加福音4：16-30记载耶稣在犹太会堂说：“没有先知在自己家乡被人悦纳的”，人们拒绝了他。
在这个早期阶段，耶稣的名声开始传遍加利利。在马可福音1：21-28和路加福音4：31-37中，耶稣去了迦百农，在那里人们“很稀奇他的教训，因为他的话里有权柄”。他在迦百农的犹太会堂中赶鬼，接着医治了彼得妻子的母亲。
路加福音5：1-11记载了打鱼的神迹，之后耶稣对彼得说：“从今以后你要得人了”。彼得撇下他的网跟随耶稣，此时跟着耶稣的还有西庇太的儿子雅各、约翰。
这个时期的事工包括山上宝训（马太福音中耶稣的主要话语），以及在路加福音中的平原布道。山上宝训涵盖了马太福音的第5,6和7章，是马太福音五个话语中的第一个，是新约中耶稣最长的教导。它包含了许多耶稣的道德教导，包括天国八福以及广泛诵读的主祷文。

在马太福音的山上宝训中有天国八福，在路加福音中平原布道中出现四个类似四福，其后有与四福相对的四祸。天国八福体现了耶稣对怜悯、灵性和同情的教导的最高理念。

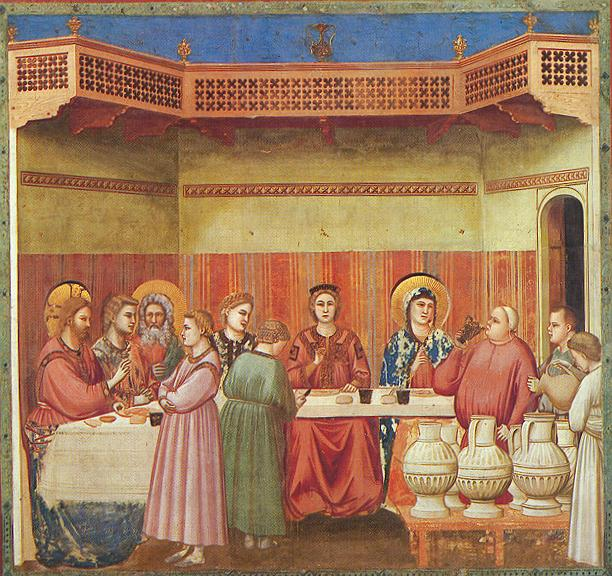
迦拿的婚礼
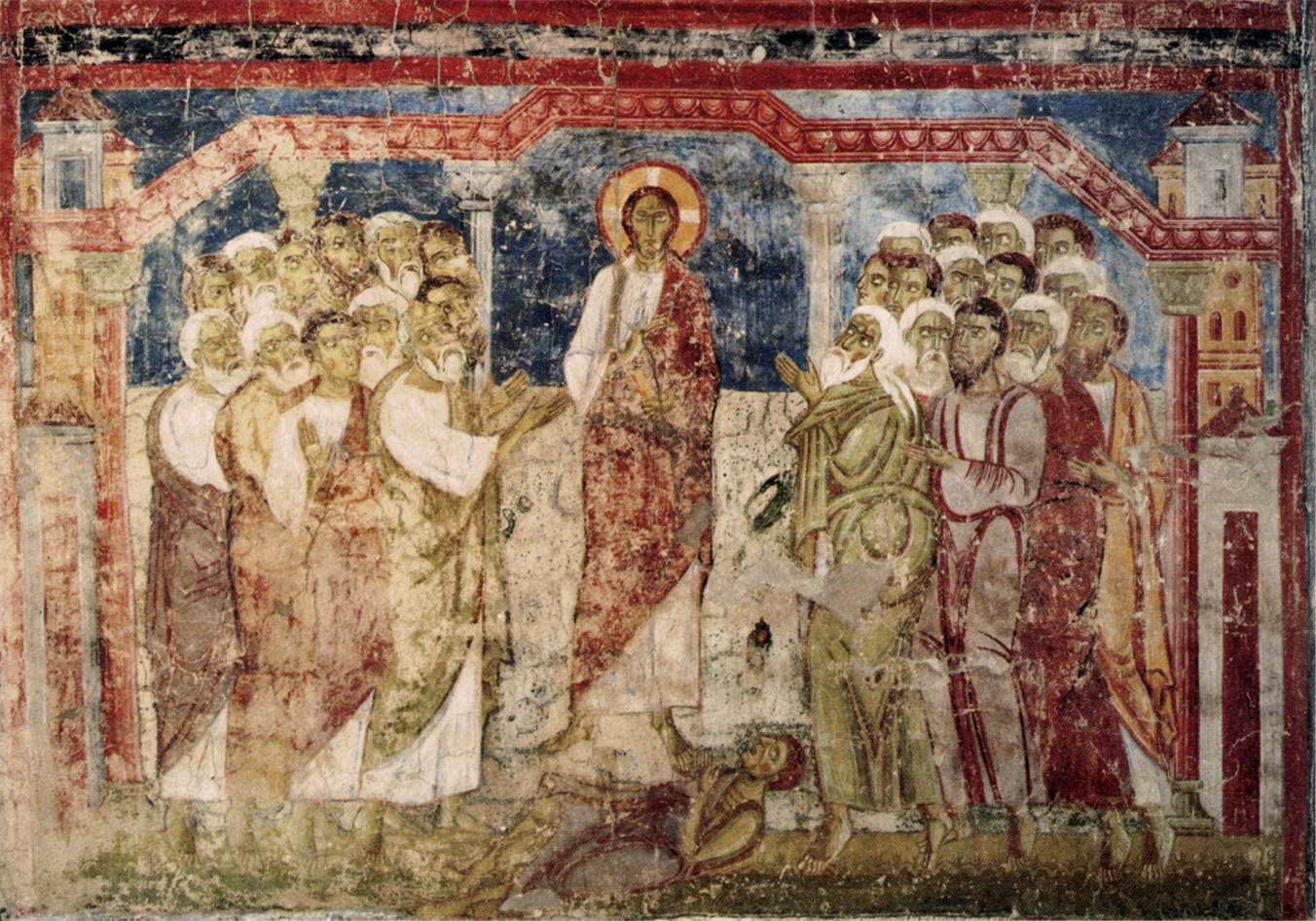
迦百农的会堂
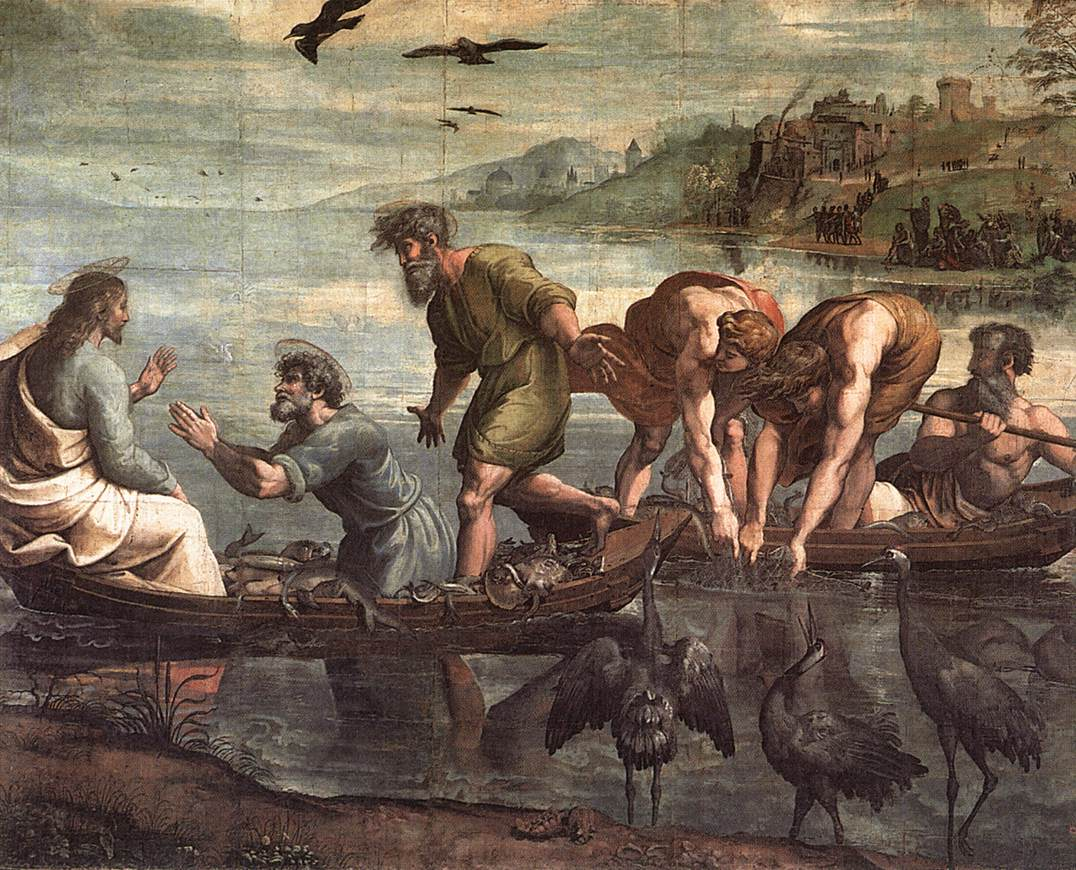
第一批门徒和捕鱼的神迹
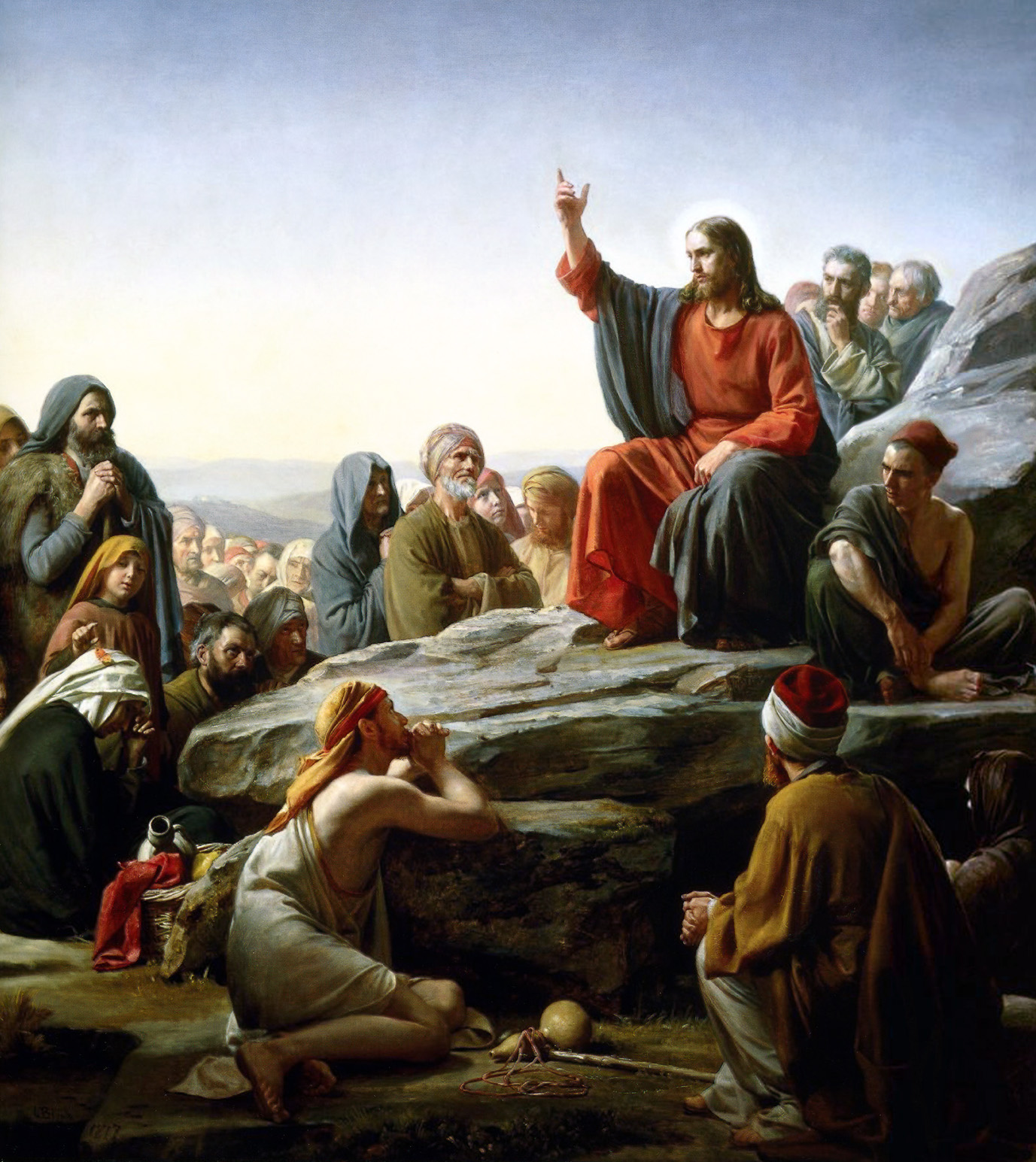
山上宝训

### 加利利的主要事工
加利利的主要事工，也称为加利利大事工，它从马太福音第8章开始，在山上宝训后直到施洗约翰之死的一系列活动。
这个时期的开端包括“治百夫长的仆人”（8：5-13）和“平静风和海”（马太福音8：23-27），两者都涉及信心和恐惧的主题。当百夫长请求“远距离医治”而显示对耶稣的信心时，耶稣称赞他极大的信心。另一方面，当耶稣的门徒显示出对加利利海风暴的恐惧时，耶稣命令风暴停止后，教导他们需要更多信心。

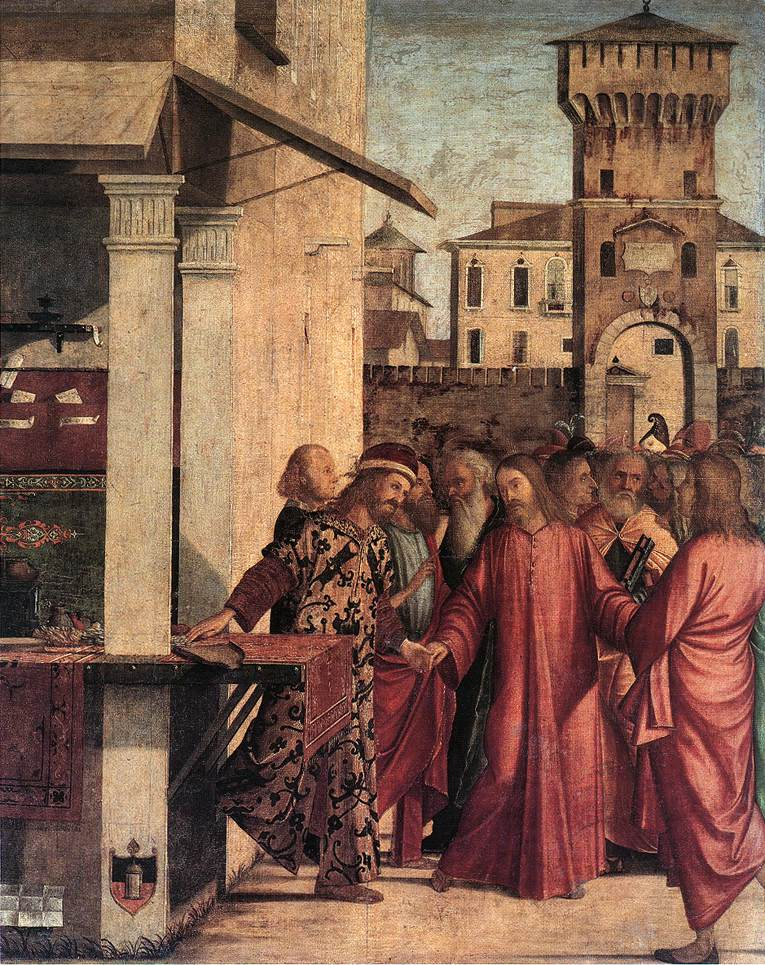
马太被召，画家Vittore Carpaccio, 1502年

在这个时期，耶稣仍在聚集十二门徒，马太被召出现在马太福音9：9。耶稣和法利赛人之间的冲突和批评仍旧继续，例如，他们批评耶稣与“公众和罪人”来往，借此耶稣回答说：“康健的人用不着医生，有病的人才用得着。经上说：‘我喜爱怜恤，不喜爱祭祀’，这句话的意思你们且去揣摩；我来本不是召义人，乃是召罪人。”
差遣十二使徒与耶稣在门徒中初步选出十二门徒有关。耶稣出去山腰祈祷，向上帝祈祷了一夜之后，他呼召门徒，选择出十二门徒。
在使命的话语中，耶稣吩咐马太福音10：2-3中提到的十二使徒从城市到城市和讲道，路上不要携带任何东西。另一方面，路加福音10：1-24提到了主差遣七十个门徒，记载了耶稣任命了更多的门徒，让他们成对地外出传道，在耶稣到达之前进入村庄中。
在马太福音11：2-6中，施洗约翰的两个使者来问耶稣他是否是人们期待的弥赛亚：“那将要来的是你吗？还是我们等候别人呢？”耶稣回答说：“你们去，把所听见、所看见的事告诉约翰，就是：瞎子看见，瘸子行走。”接下来，耶稣开始对众人说洗礼的事情。
这个时期有丰富的比喻和教导，包括“比喻的话语”，从马太福音13：1开始提供了许多天国的比喻。这包括撒种、稗子的比喻，芥菜种的比喻和面酵的比喻，藏宝于田与寻珠的比喻和撒网的比喻。
在加利利的主要事工结束时，耶稣回到家乡拿撒勒。他的智慧在那里得到承认，但被质疑和拒绝。

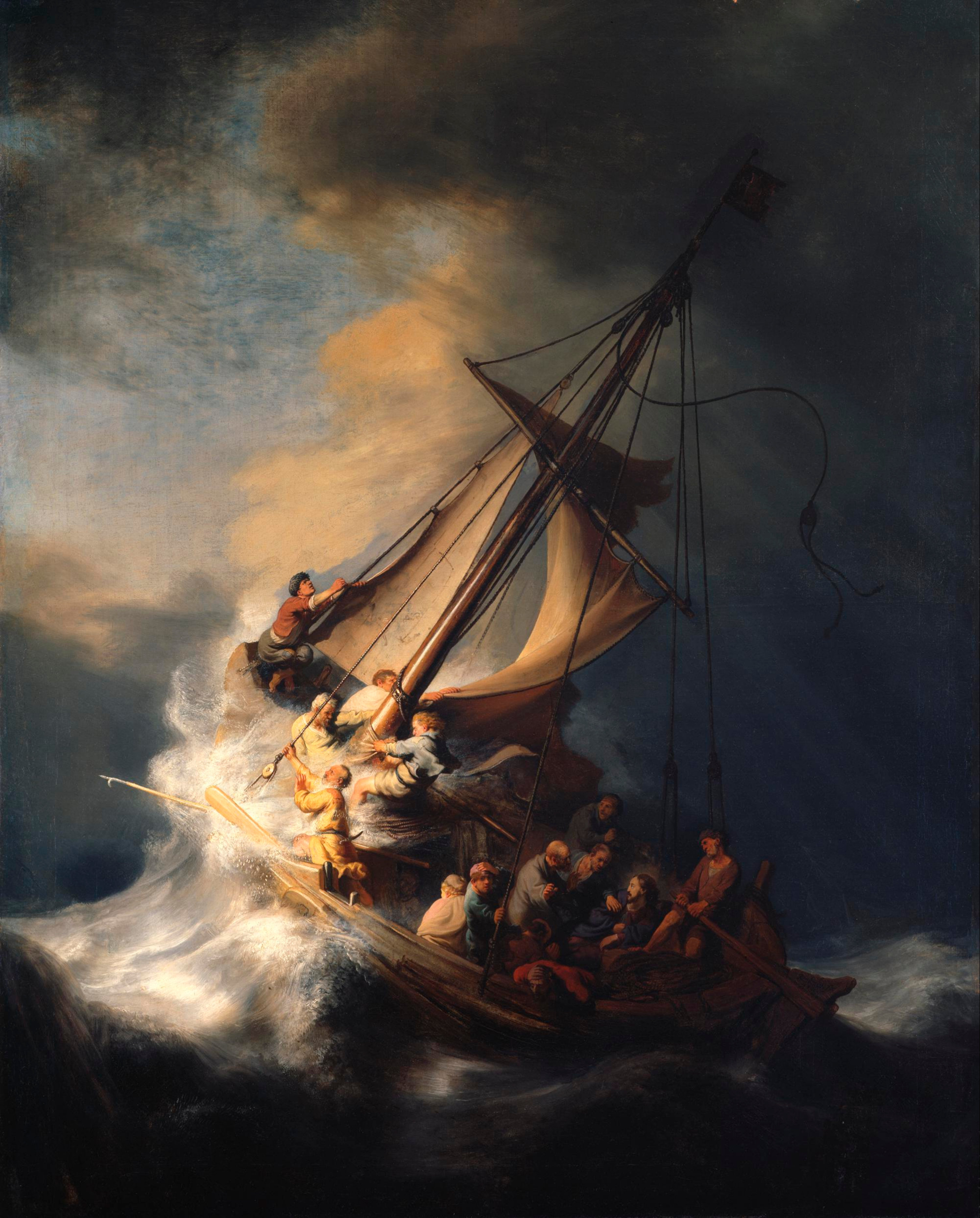
平静海与风暴
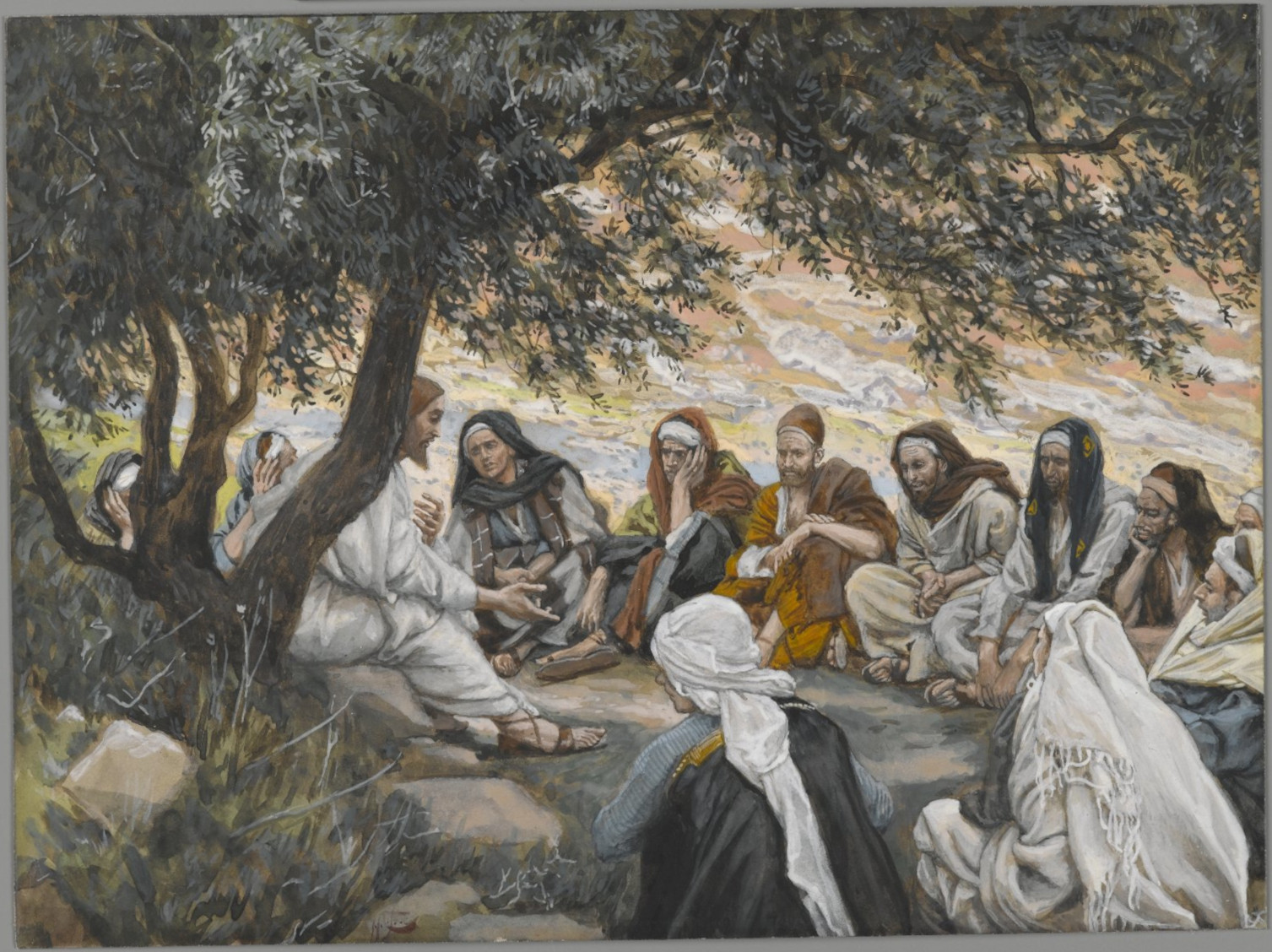
十二门徒
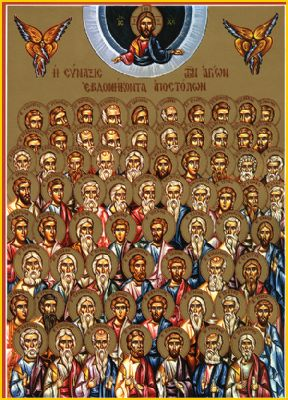
七十使徒
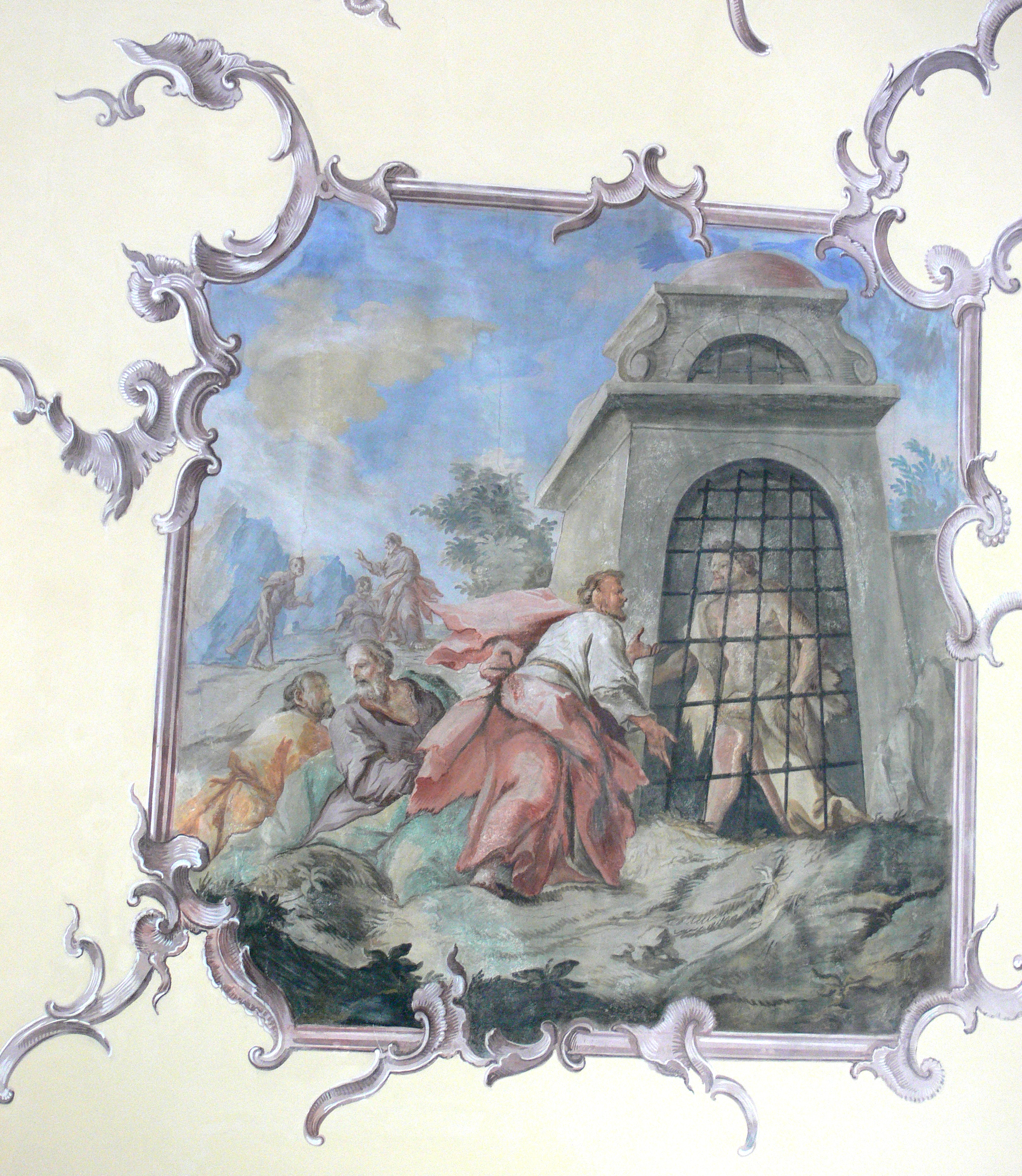
施洗者的信使

### 最后的加利利事工

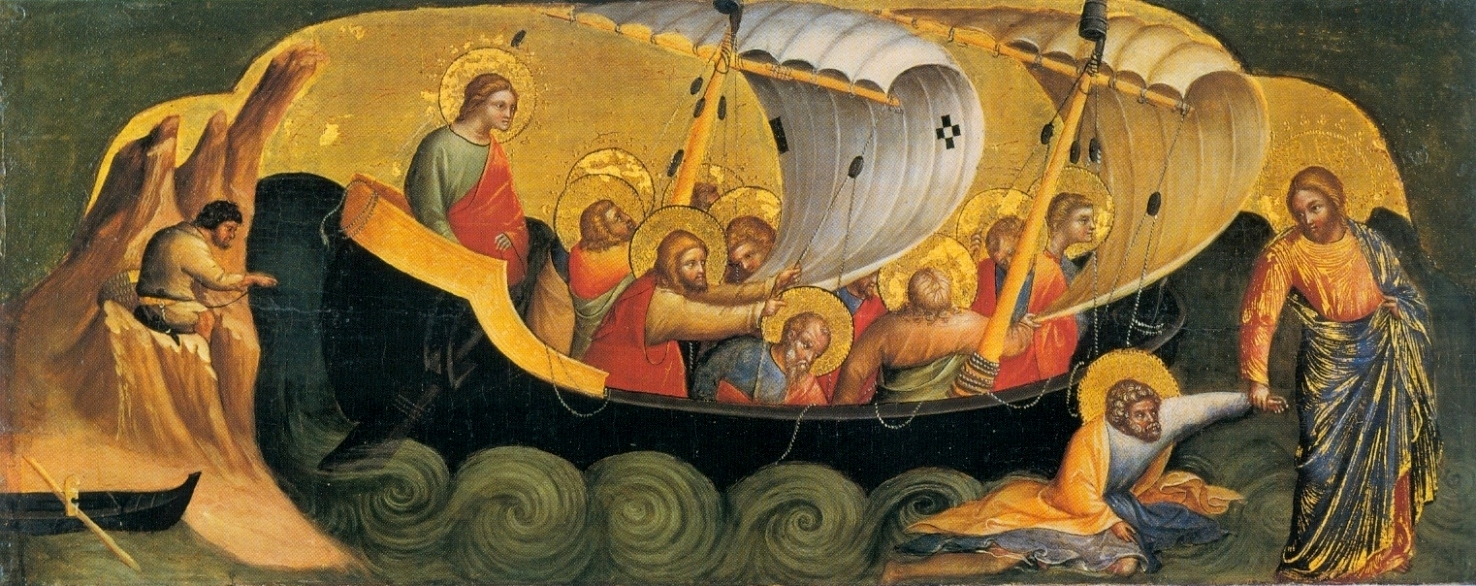
耶稣履海,画家Veneziano, 1370.

最后的加利利事工从约翰施洗约翰去世后开始，这包括马太福音14中“给五千人吃饱”和 “耶稣履海”的事件。在听到施洗约翰死后，耶稣独自乘船退回到Bethsaida附近的一个偏僻地方，在那里他向从城镇步行跟随他的人说话，并用一个男孩带来的“五饼二鱼”让所有人吃饱 。
在这之后，马太福音14：22-23，马可福音6：45-52和约翰福音6：16-21中描写了“水上行走”的故事，在这个事工阶段，发展耶稣和门徒之间的关系是重要一步。这个情节强调了信心的重要性，他指出，当彼得在水上行走时如果失去信心，担惊受怕，就会沉下去。事件结束后，门徒增加了对耶稣的信心，在马太福音14:33中，他们说：“你真是神的儿子了！”。
这一时期的主要教义包括马太福音15：1-20和马可福音7：1-23中的污秽话语。在回应一个法利赛人的指控时，耶稣说：“入口的不能污秽人，出口的乃能污秽人。”
在这个情节后，耶稣撤回到地中海附近的“推罗和西顿的境内”，在那里，“耶稣夸奖迦南妇人的信心”发生在马太福音15：21-28和马可福音7：24-30。这个故事是个例子，说明耶稣如何强调信心的价值，他告诉妇人：“妇人，你的信心是大的！照你所要的，给你成全了吧。”在路加福音17：11-19清洁十个麻疯病人中，信心的重要性也得到强调。
在马可福音中，耶稣经过西顿后进入了加利利东南方十个城市的Decapolis地区，在马可福音7：31-37中记载了耶稣在那个地方治疗聋哑的神迹。治愈后，门徒说：“他所做的事都好，他连聋子也叫他们听见，哑巴也叫他们说话！”。这个故事是一系列神迹中最后一个，这些神迹导致了彼得在马可福音8:29中宣布耶稣为基督。

## 从犹地亚、比利亚到耶路撒冷

### 后期犹地亚事工
在这个时期，耶稣开始他最后到耶路撒冷的旅程，他绕过撒马利亚，通过比利亚和犹大（犹地亚）到耶路撒冷。在这个时期的开端，耶稣第一次预言了自己的死亡，这个预言导致了另外两个事件；最后的预言是在耶稣最后一次进入耶路撒冷之前，也就是他被钉十字架的那周。在马太福音16：21-28和马可福音8：31-33中，耶稣教导他的门徒说：“人子必须受许多的苦，被长老、祭司长和文士弃绝，并且被杀，过三天复活。”

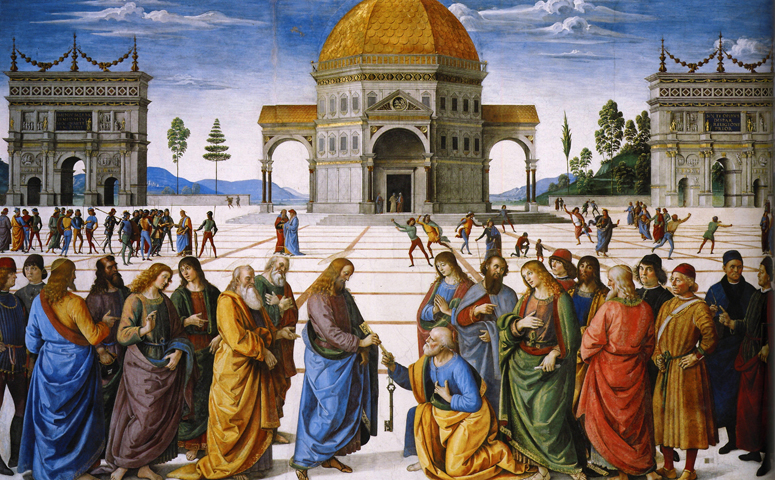
Pietro Perugino描绘了"耶稣给圣彼得钥匙", 1492年

在这一时期的后期，也就是三个对观福音的中部，两个相关的事件标志着耶稣事工的转折点：彼得的忏悔和耶稣的显圣容。这些事件开始于加利利海以北的恺撒利亚-腓立比（Caesarea Philippi）境内，这是耶稣在耶路撒冷的最后一次旅程，这次旅程的结束是耶稣的受难和复活。这些事件标志着耶稣开始逐渐将自己的弥赛亚身份向门徒揭示；并预言了他的受难和死亡。
彼得的忏悔从马太福音16:13，马可福音8:27和路加福音9:18中耶稣和门徒之间的对话开始。耶稣问门徒：“人说我人子是谁？” 西门彼得回答说：“你是基督，是永生神的儿子。”在马太福音16:17中，耶稣因为彼得的回答而祝福他，并说：“因为这不是属血肉的指示你的，乃是我在天上的父指示的。”在祝福彼得时，耶稣不仅接受彼得归给他的“基督”和“上帝的儿子”的头衔，而且宣布宣布了一个神圣的启示，指出他在天上的父已经向彼得显明了它。这时，耶稣通过肯定两个头衔都是来自神圣的启示，从而明确地宣称自己是基督和上帝的儿子。
在马太福音发生了这个事件之后，耶稣也选择彼得为使徒的领袖，并说“在这块岩石上，我要建造我的教会”。在马太福音16:18中，耶稣继续说：“你是彼得，我要把我的教会建造在这磐石上。”这里使用的“教会”（希腊语ekklesia）一词在马太福音18:17中又出现了一次，指的是当时的信徒群体。

### 后期比利亚事工
在彼得宣告耶稣是基督后，耶稣显圣容记述是接下来的重大事件，它出现在马太福音17：1-9，马可福音9：2-8和路加福音9：28-36中。耶稣带着彼得和另外两个使徒，一起到了一座没有写出名字的高山上。一旦在山上，马太福音（17：2）说耶稣“变了形象，脸面明亮如日头，衣裳洁白如光。忽然，有摩西、以利亚向他们显现，同耶稣说话。”路加福音在描述耶稣的荣耀状态时是具体的，路加福音9:32写道：他们“看见耶稣的荣光”；“有一朵云彩来遮盖他们。他们进入云彩里就惧怕。有声音从云彩里出来，说：‘这是我的儿子，我所拣选的 ，你们要听他！’”

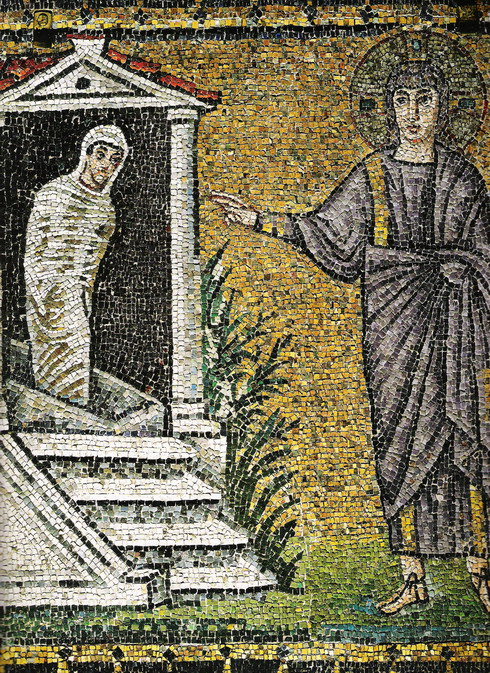
六世纪描绘了拉撒路复活的马赛克，藏于church of Sant'Apollinare Nuovo, Ravenna, Italy。

耶稣“改变相貌”不仅支持了耶稣作为神的儿子的身份（如他受洗时天上传来的声音一样），而且“要听他”的吩咐表明了他是上帝的使者。 这一切由于以利亚和摩西的显现而变得更加重要，因为这向使徒指出，耶稣发出的是上帝的声音，而不是以利亚或摩西的声音，因为他与上帝是父子关系，所以人们应该听从它。彼得后书1：16-18回应了同样的信息：在变形中，上帝赋予了耶稣特殊的“荣耀与荣耀”，这是上帝将耶稣抬高到到高于所有他创造出的力量的一个转折点。
后期犹太（犹地亚）事工中的许多事件都自路加福音，但是一般来说，路加福音记载的这些事件没有提供足够的地理信息让人们确定这是在比利亚，尽管学者们普遍认为耶稣从加利利到耶路撒冷时途经比利亚。然而，约翰福音说明他回到受洗的地方，约翰福音10：40-42说，“有许多人来到他那里，他们说：‘约翰一件神迹没行过，但约翰指着这人所说的一切话是真的。’”考虑到约翰福音1:28和3:23记载的在Bethabara和Ænon的施洗活动，耶稣受洗的地区推断为比利亚地区附近。
这个时期的事工包括关于教会的话语，在这个话语中，耶稣预言了未来的信徒群体，并解释他的使徒的领导作用。这包括马太福音18中“迷路的羊”和“不怜悯人的必不蒙怜悯”的比喻，它同样指的是天国。这个话语的一般主题是期待未来的追随者群体，以及使徒在领导过程中的角色。
耶稣在马太福音18:18中对使徒说：“我实在告诉你们：凡你们在地上所捆绑的，在天上也要捆绑；凡你们在地上所释放的，在天上也要释放。”这说话强调谦卑和自我牺牲的重要性，这是作为他所期待的群体内的美德。这句话也教导：在神的国中，个人的谦卑是重要的，而不是社会地位和影响力。
在这段时期结束时，约翰福音11：1-46记载了拉撒路复活事件，这时耶稣将埋葬四天后的拉撒路复活。在约翰福音中，拉撒路的复活是“七个神迹”的高潮，逐渐证实了耶稣的身份是上帝的儿子和人们期待的弥赛亚。这也是一个关键的事件，它引起一系列事件，导致人群欢迎耶稣凯旋门进入耶路撒冷——也导致了该亚法（Caiaphas）和犹太公会（Sahedrin）作出杀死耶稣的计划（耶稣被钉十字架）。

## 耶路撒冷的最后事工

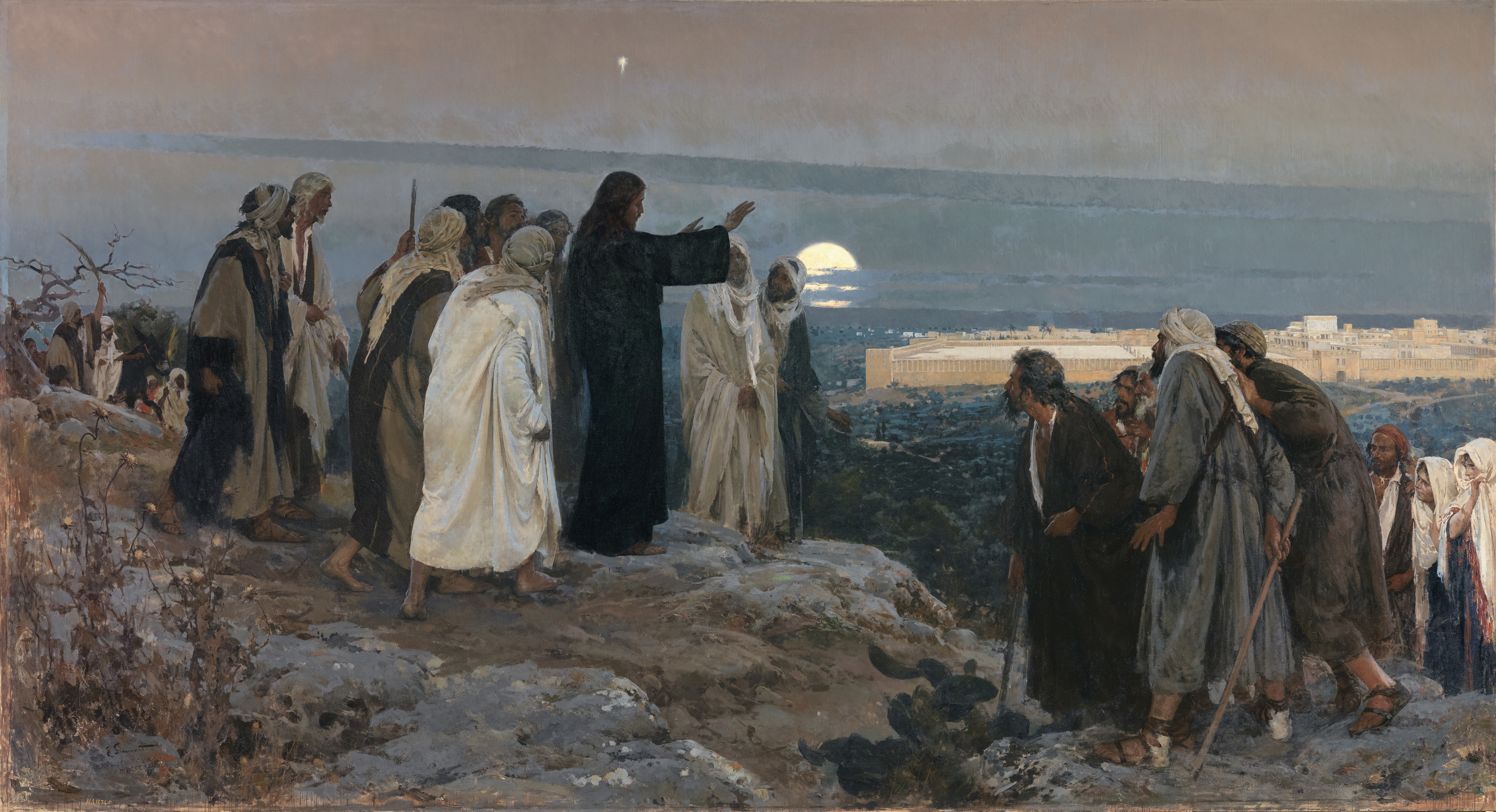
Flevit super illam (耶稣快到耶路撒冷看见城，就为他哀哭)；画家Enrique Simonet, 1892年。

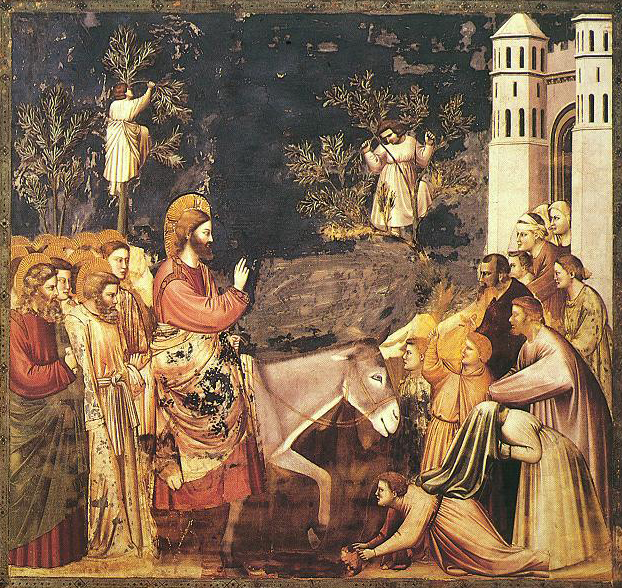
耶稣进入耶路撒冷，大众欢迎他。画家Giotto, 14世纪。

在传统中，耶稣在耶路撒冷的最后事工被称为受难，它开始于在一周开始时耶稣凯旋进入耶路撒冷和最后的晚餐，它用礼拜仪式将这周标记为圣周。福音书特别注重耶稣在耶路撒冷的生命最后一周的叙述，叙述幅度约占四福音的三分之一，体现了这在早期教会的基督教思想中的神学意义。
约翰福音12：9-11记载，在到达耶路撒冷之前（在拉撒路从死里复活后），众人聚集在耶稣旁边，信靠他。第二天，众人在耶路撒冷聚集欢迎耶稣，这时他从橄榄山下来，走向耶路撒冷（马太福音21：1-11，马可福音11：1-11，路加福音19：28-44和约翰福音12：12-19）。路加福音19：41-44记载，当耶稣接近耶路撒冷时，看见城，就为它哀哭，预示耶路撒冷将要到来的苦难。

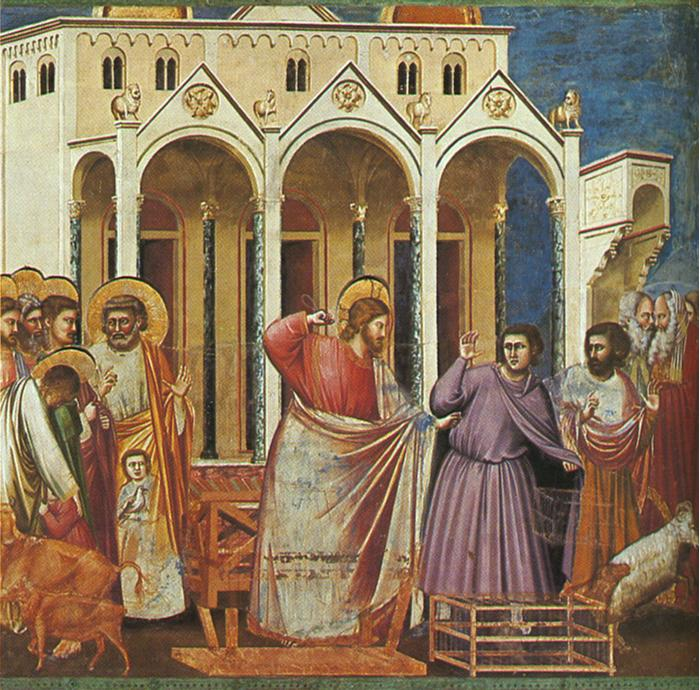
赶出兑换银钱之人，画家Giotto,14世纪。

在三个对观福音书，耶稣进入耶路撒冷之后开始洁净圣殿，“耶稣进了殿，赶出里头做买卖的人，对他们说：‘经上说：‘我的殿必做祷告的殿’，你们倒使它成为贼窝了！’”这是耶稣在福音中使用身体强力的唯一记载。对观福音收入了在这一周中一些众所周知的比喻和布道，如“寡妇的捐资”的比喻和第二次再临的预言。
在那一周中，对观福音也叙述了耶稣和犹太长老之间的冲突，如“辩驳耶稣的权柄”和“法利赛人的祸”，其中耶稣批评了法利赛人的虚伪。十二使徒中的犹大“去和祭司长并守殿官商量，怎么可以把耶稣交给他们”，他背叛耶稣，把他交给长老。马太福音明确指出犹大得到的报酬是三十块钱。
在马太福音24章，马可福音13章和路加福音21章中，耶稣说了一个关于时代结束的话语，也称为橄榄话语，因为这是在橄榄山上宣布的。话语主要是关于最后的审判和耶稣追随者将要到来的活动，以及追随者需要对即将到来的审判保持警惕。这个话语通常认为是指耶路撒冷圣殿的破坏，以及时代的结束和基督的第二次来临，但是关于哪些经文指哪个事件，学者们仍然有分歧。

耶稣事工最后一部分的关键事件是最后的晚餐，它包含了圣餐的仪式。马太福音26：26-29，马可福音14：22-25，路加福音22：19-20写到这个事件，马太福音写道：“耶稣拿起饼来，祝福，就掰开，递给门徒，说：‘你们拿着吃，这是我的身体。’又拿起杯来，祝谢了，递给他们，说：‘你们都喝这个， 因为这是我立约的血，为多人流出来，使罪得赦。’虽然这个饮料可能已发酵，但圣经中没有一个地方将它称为葡萄酒，而是“葡萄”或“那杯”。在哥林多前书11：23-26中，使徒保罗提到了最后的晚餐。约翰福音14：17在最后的晚餐后记下一个漫长的三章讲道，被称为告别话语，是将要离开的耶稣对门徒的告别。

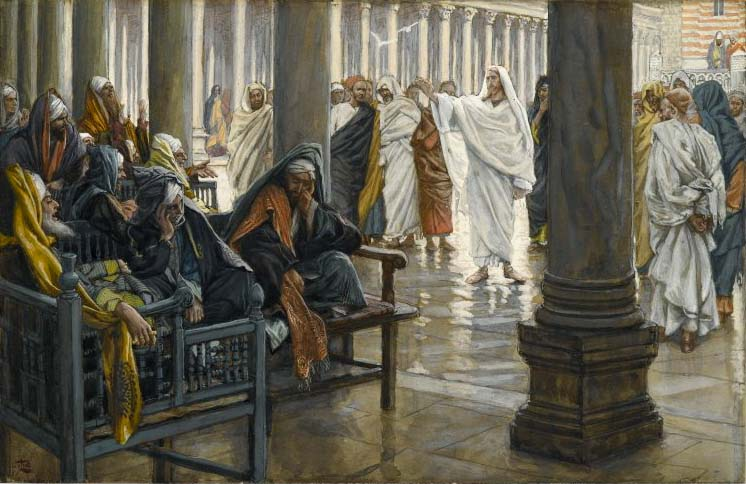
法利赛人的祸
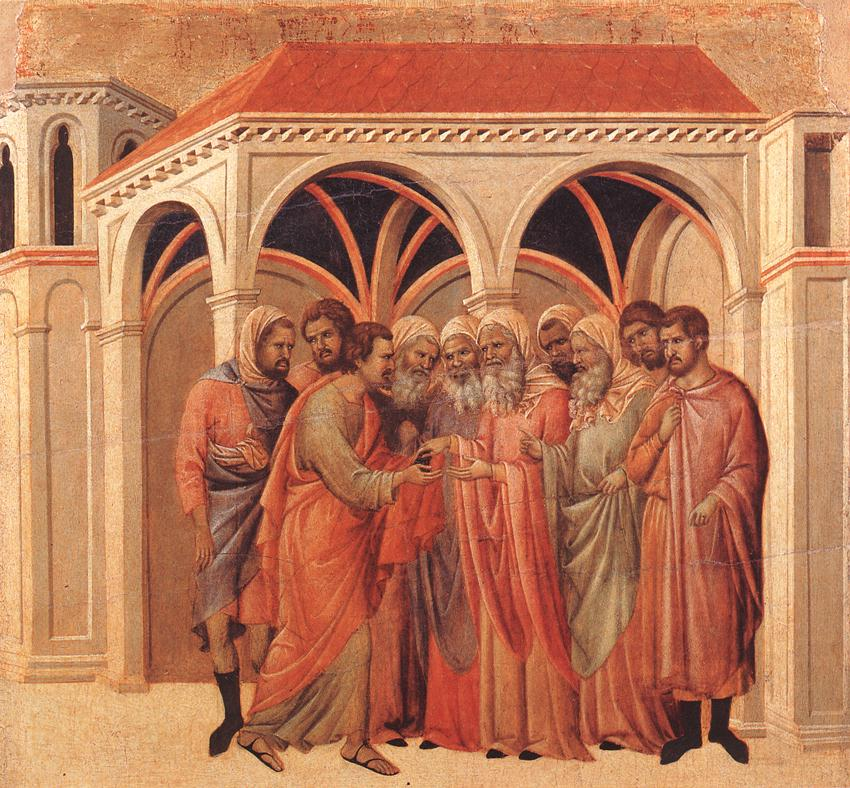
犹大的交易
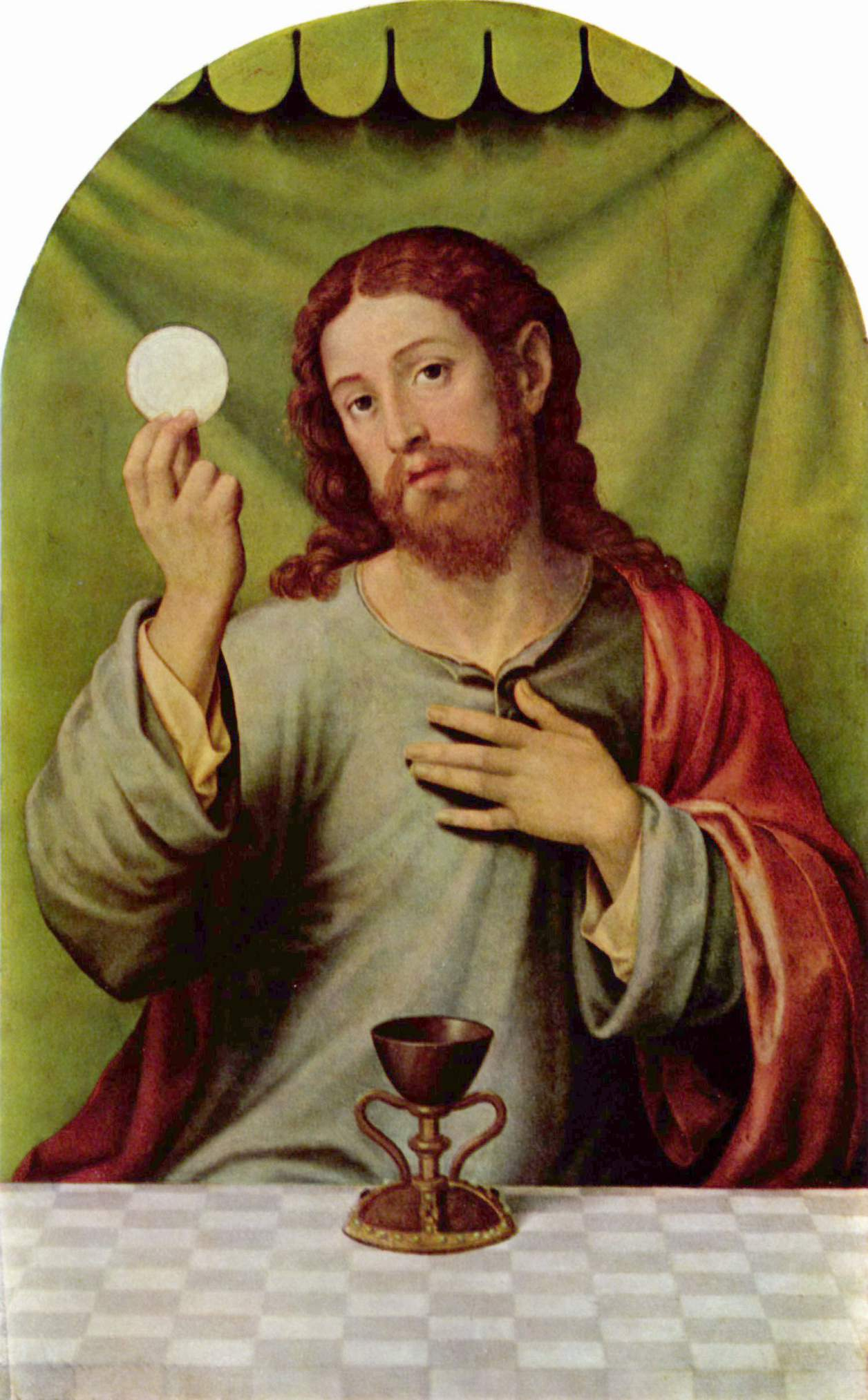
最后的晚餐和圣餐
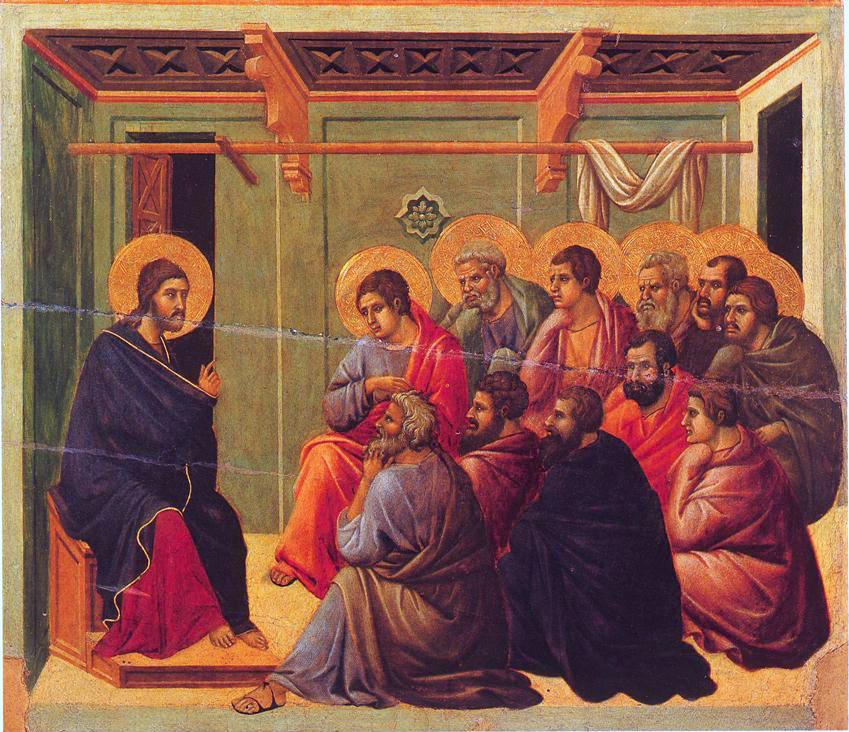
告别的话语